# Totalstation

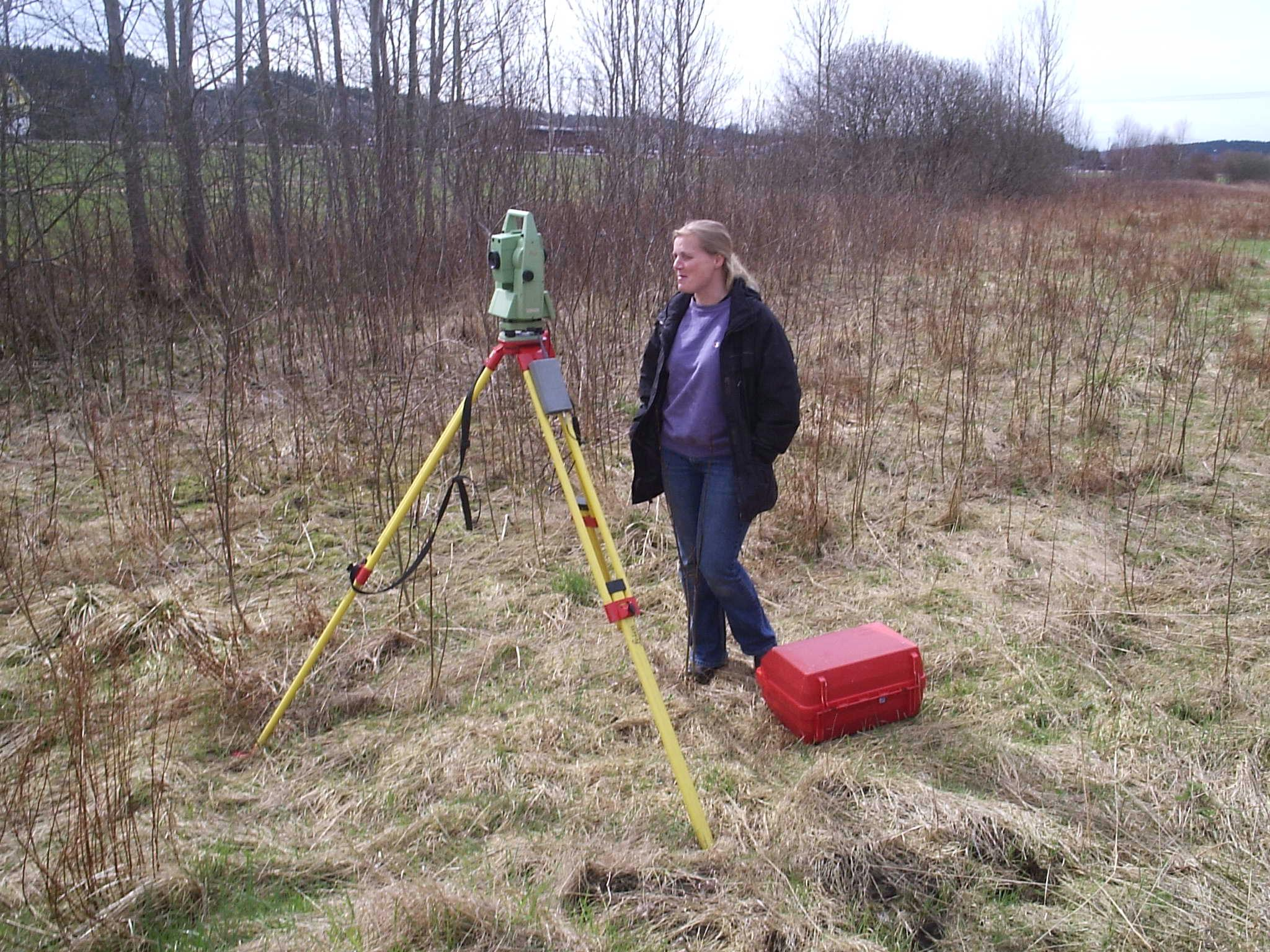
Arkeologisk mätning med en totalstation på en järnåldersboplats i Ytterby.

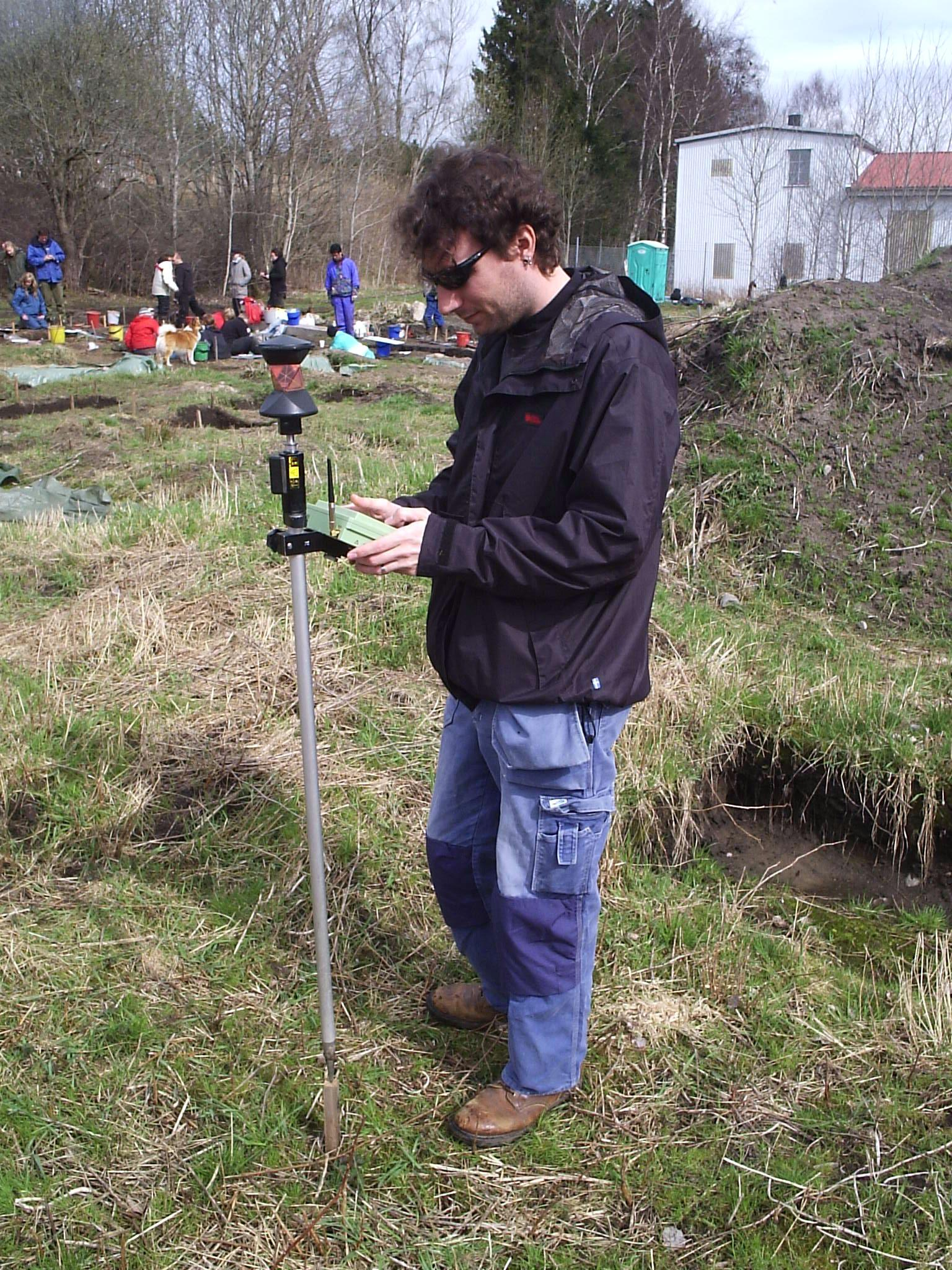
Arkeologisk mätning med en robotiserad totalstation på en järnåldersboplats i Ytterby. På bilden syns prismastången och den handenhet som styr totalstationen.

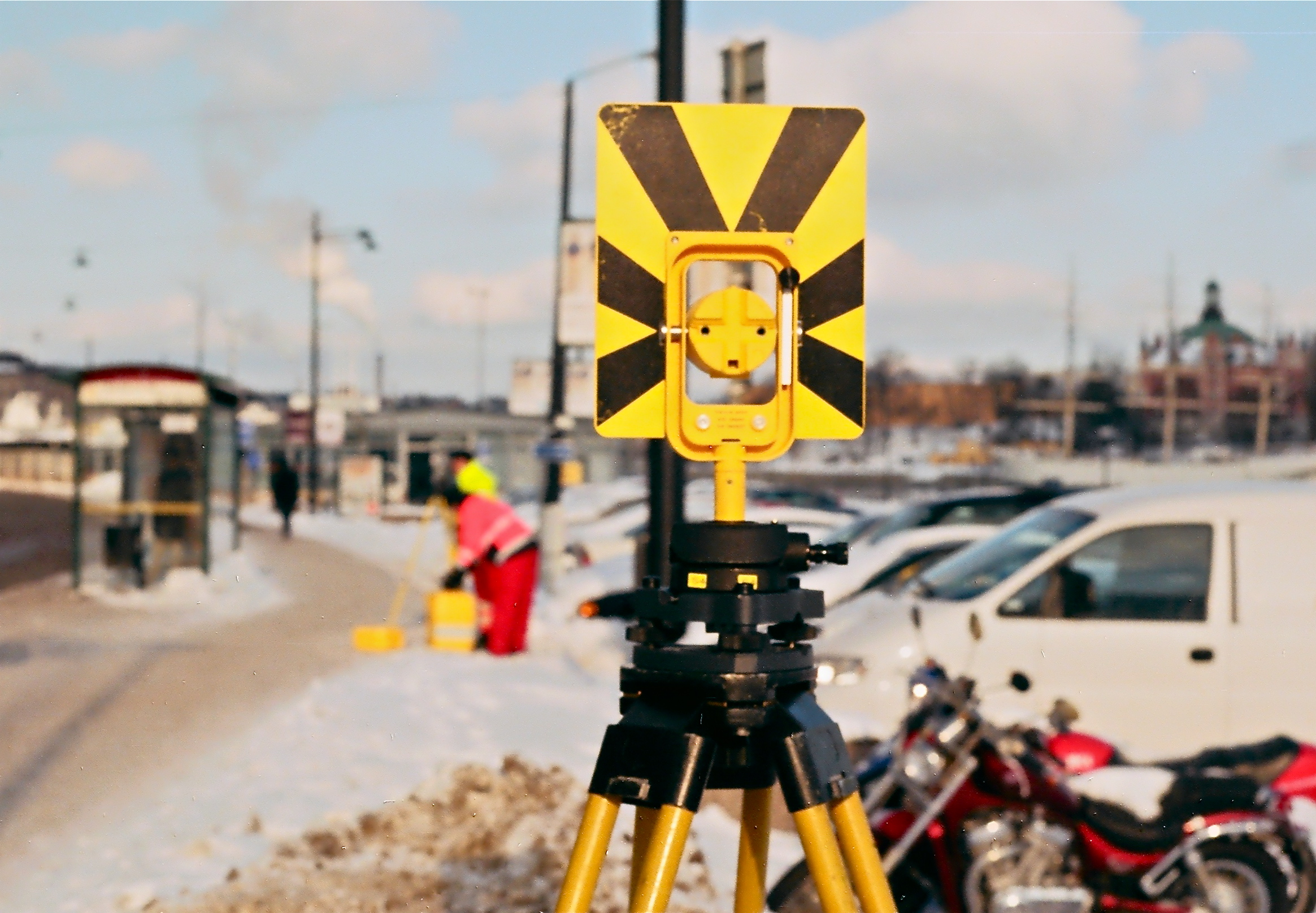
Mätning med totalstation och Prismastång (i förgrunden) vid Skeppsbron i Stockholm.

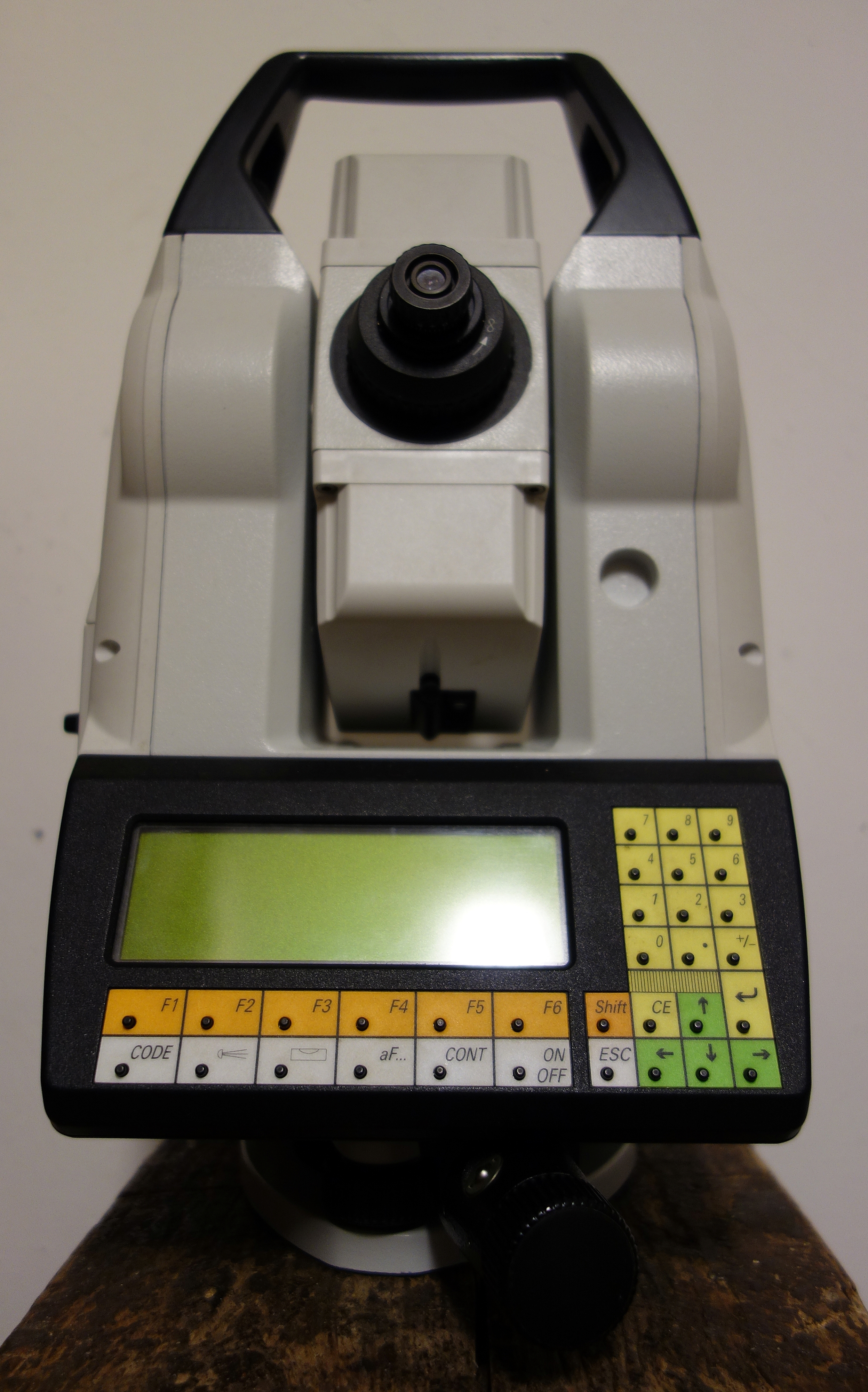
En totalstation som användes för geodetiska mätningar av regalskeppet Vasa i början av 2000-talet.

En vanlig metod att mäta längder är att använda ett EDM-instrument (elektrooptiskt avståndsmätningsinstrument). Idag är dessa instrument vanligen integrerade med en teodolit i en så kallad totalstation. En totalstation eller elektronisk takymeter är en elektronisk teodolit med inbyggd längdmätare (en så kallad EDM). Detta instrument används för mätning, framförallt i samband med byggprojekt och inom lantmäteri. Specialanpassade totalstationer kan även användas för maskinstyrning.

## Rådata och beräkningar
En totalstation mäter vertikalvinkel, horisontalvinkel och lutande längd mot ett optiskt reflekterande prisma. Med denna information som grund kan prismats tredimensionella position i ett kartesiskt koordinatsystem beräknas enligt följande samband:
{\displaystyle X_{prisma}=X_{station}+HL*\cos(HV)=X_{station}+LL*\sin(VV)*\cos(HV)}
{\displaystyle Y_{prisma}=Y_{station}+HL*\sin(HV)=Y_{station}+LL*\sin(VV)*\sin(HV)}
{\displaystyle Z_{prisma}=Z_{station}+Ih-Sh+VL=Z_{station}+Ih-Sh+LL*\cos(VV)}
där
Xstation = Totalstationens X-koordinat (ökar vanligtvis åt norr)
Ystation = Totalstationens Y-koordinat (ökar vanligtvis åt öster)
Zstation = Totalstationens Z-koordinat (höjdkoordinat)
HL = Horisontal längd
VL = Vertikal längd (höjd)
HV = Horisontalvinkel (vanligtvis 0 när totalstationen är riktad rakt mot norr) 
VV = Vertikalvinkel (vanligtvis 0 när totalstationen är riktad rakt upp mot zenit)
LL = Lutande längd mellan totalstationen och prisma
Ih = Instrumenthöjd (totalstationens höjd)
Sh = Signalhöjd (Prismats höjd)
Förr fick dessa beräkningar göras för hand, men moderna totalstationer har en liten dator som gör alla beräkningar. Namnet totalstation kommer av att detta instrument är en kombination av tre sorters funktioner, det vill säga teodolit + EDM + dator. Totalstationen kan även benämnas takymetrar.

## Fri sikt
För att totalstationen överhuvudtaget ska kunna mäta en punkt, fordras en absolut fri sikt mellan instrument och prismat. Vid mätning bland träd och buskar, får skymmande träd och buskar tas bort, för att skapa fri mätningsväg. Vid mätning bland byggnader, får totalstationen ofta flyttas för att skapa fri sikt.

## Olika automatiseringsgrad
Det finns åtminstone fyra olika automatiseringsgrader för totalstationer. Dessa är mekaniskt, servo, autolock och robotic. 
För alla mekaniska totalstationer, servoutrustade totalstationer och autolockutrustade totalstationer fordras två personer för mätning, en mätare vid totalstationen och en pinnpojke som håller prismat. En robotic-utrustad totalstation är dock fjärrstyrd och kan därför skötas av en person (mätaren).

### Mekanisk totalstation
En mekanisk totalstation har spärrade justerskruvar med ändlägen. Både vertikalvridningen och horisontalvridningen sker genom vardera två skruvar, en spärrad grovjusteringsskruv och en finjusteringsskruv med ändläge. 
När finjusteringsskruven når ändläget, måste mätaren först lossa spärren på grovjusteringsskruven och sedan vrida totalstationen förbi prismat en bit innan grovjusteringsskruven låses fast och totalstationen vrids tillbaka till prismat med finjusteringsskruven.
En mekanisk totalstation kan inte följa prismat automatiskt, utan mätaren får vrida in totalstationen mot prismat för varje ny mätpunkt innan en mätning kan ske.

### Servo
En servoutrustad totalstation har en servomotor med ändlösa skruvlägen på vardera av de två axlarna. En kort vridning av justerskruven ger en långsam vridning av totalstationen. En lång vridning av justerskruven ger en snabb vridning av totalstationen. Mätaren slipper alltså problemen med ändlägen och spärrarna på justerskruvarna, vilket kan ge en produktivitetsökning runt 30 %. 
En servoutrustad totalstation kan dock inte följa prismat automatiskt, utan mätaren får vrida in totalstationen mot prismat för varje ny mätpunkt innan en mätning kan ske.

### Autolock
En autolockutrustad totalstation har utöver servomotorerna också möjligheten att låsa direkt på prismat. Totalstationen följer sedan prismat (så länge fri sikt råder mellan totalstation och prisma). Då slipper alltså mätaren besväret med att vrida in totalstationen mot prismat för varje ny mätpunkt innan en mätning kan ske. Detta kan ge en produktivitetsökning på ytterligare ca 20 %, jämfört med ett servoinstrument. Den första autolock-totalstationen var en Geodimeter. Den släpptes på marknaden 1988 och tillverkades i Danderyd. Fabriken i Danderyd finns kvar och ägs numera av Trimble.

#### Sökfunktion och tracker
En autolockutrustad totalstation har också en sökfunktion för prismat. Mätaren slipper då vrida in totalstationen exakt mot prismat, utan det räcker med att grovsikta. Sedan söker totalstationen själv efter prismat och låser automatiskt när prismat har hittats. Då minskar risken för inriktningfel mot prismat.
För att garantera att totalstationer låser på det avsedda prismat och inte på andra reflekterade saker (till exempel vägskyltar, solkatter och speglar), kan prismat förses med en tracker. Då låser totalstationen på trackern och mäter bara mot rätt prisma.

### Robotic
En robotic-totalstation är i princip en fjärrstyrd totalstation med både servo och autolock. Mätaren fjärrstyr totalstationen och håller samtidigt i prismat. Pinnpojken är således bortrationaliserad, varför en robotic-totalstation också kallas för en enmans-totalstation. 
Oftast sker fjärrstyrningen via radiomodem, men det finns även lösningar som bygger på ljussignaler. I Sverige används sedan länge radiofrekvenserna 439,700 - 439,975 MHz (25 kHz modulering) för fjärrstyrning av totalstationer, men på senare tid har även 2,4 GHz-bandet börjat användas. 
Undersökningar visar på en produktionsökning runt 30 %, jämför med autolock. Dessutom ökar mätsäkerheten, då risken för missförstånd mellan mätare och pinnflicka elimineras. Mätaren håller så att säga "samtidigt i måttbandets båda ändar".
Den första robotic-totalstationen var en Geodimeter. Den kom ut på marknaden 1991 och tillverkades i Danderyd. Fabriken i Danderyd finns kvar och ägs numera av Trimble.

## Några användningsområden
Exempel på användningsområden är projekteringsmätning (innan vidare beslut kan fattas om eventuella byggprojekt på området), utsättningar innan ett bygge påbörjas för att till exempel ett hus, bro eller väg ska hamna på exakt rätt plats med exakt rätt mått. Vid utsättning slår man ner olika märken i marken, som kan bestå av pinnar med olika markeringar (flukter). Totalstationer kan även användas för maskinstyrning.
Totalstationen håller bitvis på att utträngas av RTK, men de båda instrumenten kompletterar också varandra genom integrerad mätning.

## Tillverkare
Kända tillverkare av totalstationer är bland annat Trimble, Leica, Topcon och Sokkia.